# 塚越 (蕨市)
塚越（つかごし）は、埼玉県蕨市の町名。現行行政地名は塚越一丁目から塚越七丁目。郵便番号は335-0002（蕨郵便局管区）。

## 地理
蕨市の東部に位置し、市域のうちJR京浜東北線東側の区域に当たる。

### 地価
住宅地の地価は2017年（平成29年）1月1日の公示地価によれば塚越2-9-13の地点で28万7000円/m2となっている。

## 歴史
戦国時代に蕨城にいた渋川氏の家臣が同氏の没落後に開拓して「塚越村」もしくは「塚越新田」と称したと伝えられている。古くから棉栽培が盛んで、天保年間に高橋新五郎が新たな染色法や織機を導入して織物生産を始め、日本におけるマニュファクチュアの先駆者として知られている。塚越にある塚越稲荷神社の境内社機神社は高橋新五郎を祀ったものである。その子孫は事業を拡大させ、双子縞（時期によって「塚越双子」「足立双子」「埼玉双子」「東京双子」などのブランドを称している）は明治初期には日本国内各地に出荷され、豊田佐吉も織機改良のヒントを求めて塚越を訪れたという。なお、1889年（明治22年）に町村制の発足とともに隣接する蕨宿と合併して発足した蕨町の一部となっている。だが、昭和初期以後の洋装化の流れの中で織機工業は衰退して次第に住宅地化していくことになる。
1958年（昭和33年）以後、塚越が大きすぎるために分割され、塚越末広町・東町（1-3丁目）・丁張町（1-3丁目）が分離された。ところが、1966年（昭和41年）に住居表示の見直しが行われ、分離以後も（大字）塚越を称していた地域が中央・南町に分割され、反対に以前に分離された地域（南町に編入された丁張町1丁目を除く）が統合され、新たな塚越（1-7丁目）が成立した。

### 地名の由来
昔、諸国巡礼の僧侶が経文を埋めて塚（経塚）を築いたためにこの地を「古経塚腰」と称し、これが変化して「塚越」になったという伝承がある。また、これとは別に現在の川口市芝中田に落ち武者を埋めた塚があり、その塚を過ぎた場所に集落にあったために「向う塚越」と称し、これが変化して「塚越」になったという伝承もある。

## 世帯数と人口
2017年（平成29年）10月1日現在の世帯数と人口は以下の通りである。
| 丁目       | 世帯数    | 人口     |
| ---------- | --------- | -------- |
| 塚越一丁目 | 1,121世帯 | 2,043人  |
| 塚越二丁目 | 1,288世帯 | 2,200人  |
| 塚越三丁目 | 1,192世帯 | 2,280人  |
| 塚越四丁目 | 999世帯   | 2,135人  |
| 塚越五丁目 | 2,124世帯 | 4,076人  |
| 塚越六丁目 | 1,147世帯 | 2,310人  |
| 塚越七丁目 | 1,512世帯 | 2,779人  |
| 計         | 9,383世帯 | 17,823人 |

## 小・中学校の学区
市立小・中学校に通う場合、学区は以下の通りとなる。
| 丁目       | 番地 | 小学校           | 中学校         |
| ---------- | ---- | ---------------- | -------------- |
| 塚越一丁目 | 全域 | 蕨市立東小学校   | 蕨市立東中学校 |
| 塚越二丁目 | 全域 | 蕨市立東小学校   | 蕨市立東中学校 |
| 塚越三丁目 | 全域 | 蕨市立東小学校   | 蕨市立東中学校 |
| 塚越四丁目 | 全域 | 蕨市立東小学校   | 蕨市立東中学校 |
| 塚越五丁目 | 全域 | 蕨市立塚越小学校 | 蕨市立東中学校 |
| 塚越六丁目 | 全域 | 蕨市立塚越小学校 | 蕨市立東中学校 |
| 塚越七丁目 | 全域 | 蕨市立塚越小学校 | 蕨市立東中学校 |

## 交通

### 鉄道
JR東北本線が通り、電車線である京浜東北線の電車が停車する蕨駅の東口が塚越一丁目にあり、利用が可能。同線は列車線（旅客案内上は宇都宮線、高崎線、上野東京ライン）と貨物線（旅客案内上は湘南新宿ライン）が並行しているがホームはない。

### 道路
地内東側を埼玉県道35号川口上尾線（産業道路）が通過している。

## 施設など
- イオンタウン蕨
- 埼玉りそな銀行蕨東支店
- 蕨市民公園
- 塚越公園
- 武南中学校・高等学校
- 蕨市立東中学校
- 蕨市立東小学校
- 蕨市立塚越小学校
- 蕨市消防署塚越分署
- 塚越稲荷神社
- 塚越コミュニティ道路 - 平成６年度手づくり郷土賞（ふるさとの文化を育む街角の広場）受賞。